# Samorząd terytorialny Czech
Samorząd terytorialny Czech – konstytucja definiuje jednostki samorządu terytorialnego jako terytorialne społeczności obywateli, którzy mają prawo do samorządu, i wprowadza podział samorządu terytorialnego na gminy (cz. obec) i kraje (cz. kraj).
Gmina i kraj są samodzielnie zarządzane przez organ przedstawicielski. Jednostki samorządu terytorialnego są korporacjami publicznoprawnymi, które mogą posiadać własny majątek i prowadzą gospodarkę na podstawie własnego budżetu. Członkowie jednostek terytorialnych są wybierani w głosowaniu tajnym, powszechnym, równym, bezpośrednim i proporcjonalnym. Kadencja organu przedstawicielskiego trwa cztery lata. Czynne i bierne prawo wyborcze posiadają wszyscy obywatele, którzy ukończyli 18 lat.
Czeski samorząd charakteryzuje się dużym rozdrobnieniem, gdyż w 1989 roku istniało 4104 gmin, a obecnie istnieje 6258 gmin. Liczba regionów, które są drugim szczeblem samorządu, wynosi 14 (włączając Pragę – miasto wydzielone, cz. Hlavní město Praha).
Konstytucja państwa zakładała powstanie gmin i krajów, jednak decyzja o powstaniu krajów była odkładana przez kolejne rządy. W 2000 r. powołano kraje. Od 1 stycznia 2003 r. jednostki terytorialne zwane powiatami (cz. okres) zostały rozwiązane, jednak sądy, cz. státní zastupitelství (odpowiednik prokuratury), policja, niektóre inne urzędy państwowe zachowały podział na powiaty. Powiaty zachowano także do celów statystycznych.

## Gmina
Czechy są podzielone na gminy, czyli podstawowe jednostki administracji terytorialnej. W odróżnieniu od polskich gmin, które skupiają kilka wsi/miast, czeskie pojęcie obec odnosi się do 1 jednostki (1 obec stanowi 1 miasto/wieś).
Do organów czeskiej gminy zalicza się:
- Radę gminy (cz. Obecní zastupitelstvo), która jest wybierana w wyborach powszechnych, bezpośrednich, równych, tajnych, proporcjonalnych. W zależności od liczby mieszkańców i wielkości gminy w jej skład może wchodzić 5-55 członków. Rada gminy jest organem prawodawczym i wybiera członków komisji.
- Komitet gminy (cz. Obecní rada), który jest wybierany przez radę gminy spośród jej członków. Składa się z 5-11 członków, lecz nie może stanowić więcej niż 1/3 liczby członków rady gminy. Komitet gminy jest organem wykonawczym, w skład którego wchodzą starosta, zastępca oraz inni członkowie. Komitet może tworzyć komisje i powierzać wykonywanie pewnych zadań staroście i jego zastępcy. Komitet jest wybierany w gminach, w których liczba radnych przekracza 15 osób. Jeśli liczba radnych jest mniejsza, obowiązki komitetu przejmuje starosta.
- Starosta (cz. Starosta/Primátor), który jest wybierany przez radę spośród jej członków. Starosta przygotowuje, przewodniczy i prowadzi sesje komitetu gminy. Kieruje urzędem gminy i realizuje zadania zlecone przez państwo[2].

Do kompetencji gminy należą:
- zarządzanie budżetem gminnym
- dystrybucja wody
- szkolnictwo podstawowe
- restauracja budynków
- rolnictwo
- mieszkalnictwo
- pomoc społeczna
- planowanie miejskie[2]

## Kraj
Jednostką administracji terytorialnej, która skupia gminy i jest drugim szczeblem administracji terytorialnej, są kraje.
Do organów czeskiego kraju zalicza się:
- Zgromadzenie regionalne (cz. Zastupitelstvo), które jest wybierane w wyborach bezpośrednich. Zgromadzenie regionalne kontroluje budżet i subsydia udzielane gminom oraz może proponować projekty ustaw.
- Komitet regionalny na czele z przewodniczącym (cz. Rada), który jest wybierany przez zgromadzenie regionalne. Komitet jest organem wykonawczym. Składa się z przewodniczącego (cz. Hejtman), wiceprzewodniczącego i innych członków[2].

Do kompetencji krajów należą:
- szkolnictwo średnie
- sieć dróg
- pomoc społeczna
- środowisko
- transport publiczny
- rozwój gospodarczy
- zdrowie[2]

## Miasta ze statusem specjalnym
W Czechach wyróżnia się 13 tzw. miast ze statusem specjalnym (Brno, Ostrawa, Pilzno, Ołomuniec, Opawa, Czeskie Budziejowice, Karlowe Wary, Uście nad Łabą, Liberec, Hradec Králové, Pardubice, Zlin i Hawierzów). Te miasta otrzymały rozszerzone kompetencje z powodu ich rozmiarów; znaczenia gospodarczego, społecznego i kulturalnego dla regionów, w których się znajdują.

## Przychody samorządów
Od 1993 r. 60–70% przychodów gminnych budżetów stanowią różne podatki dochodowe. Inne podatki i opłaty, emisje obligacji gminnych, sprzedaż mienia gminnego, pożyczki bankowe itp. przynoszą dodatkowe przychody.